# 廟街十二少
《廟街十二少》，是1992年上映的一部香港剧情片，由蔣家駿執導，劉德華、王祖賢、吳孟達和葉德嫻主演。

## 劇情
警界一代梟雄超哥（呂良偉飾）為一個從廟街拾回來的小男嬰召大會，希望找出有心人去扶助這孩子。號召四大探長及四大家族前去出席，其中四大探長---雷洛、藍江、顏同、韓森。四大家族---跛豪、馬氏兄弟、坤哥及收保護費的豬油仔、夜生活女王霞姐在內都出現了。在會議席上，誰也無法令小男嬰停止哭聲，一個傳一個，直到傳到一個工人手上。他就是小男嬰日後的養父唐秋水（吳孟達飾）。因超哥說席上連唐秋水在內一共是十二人，每個人也是小男嬰的乾爹乾娘，故為小男嬰取名為唐十二（劉德華飾），從此大家都稱他為「十二少」。
表面上他是天之驕子，但其內心卻比誰都更寂寞。養大他的義父唐秋水是廟街的竹館（麻將館）散工。同時，他還有一個养母叫做鳳凰女（葉德嫻飾），她以前是廟街企街，自稱當年同月同日捨棄了自己的兒子在廟街。一直把十二少當成兒子。
享譽盛名的他有一個世仇叫立令（秦豪飾），他是個官涌的掌舵人，比魔鬼還可怕。有一天，十二少遇見一個來廟街傳道的女子叫德蘭（王祖賢飾），從看她的第一眼開始，從此就愛上了她。
立令最近刚出狱，而他出狱后就找十二少报仇，最终逼的十二少孤身闯虎穴与对方决一死战。

## 角色
| 演员   | 角色        | 备注                                        | 粵語配音 |
| 劉德華 | 唐十二      | 人稱十二少 喜歡德蘭，後為德蘭男友           | 朱子聰   |
| 王祖賢 | 德蘭        | 基督教传道的义工 喜歡唐十二，後為唐十二女友 | 黃鳳英   |
| 吳孟達 | 唐秋水      |                                             | 吳孟達   |
| 葉德嫻 | 鳳凰女      |                                             | 葉德嫻   |
| 秦豪   | 立令/潇洒哥 | 大反派                                      | 周永光   |
| 潘宏彬 | 茅躉        | 十二少手下                                  | 黃志成   |

### 客串
| 演员          | 角色   | 备注                                 | 粵語配音 |
| 呂良偉        | 超哥   | 陳志超，角色參照《一代梟雄之三支旗》 | 呂良偉   |
| 劉德華 (分飾) | 雷洛   | 影射呂樂                             | 朱子聰   |
| 向華強        | 江哥   | 影射藍剛                             | 黃志成   |
| 曾江          | 森哥   | 影射韓森                             | 周永光   |
| 劉江          | 顏同   | 影射顏雄                             | 陳欣     |
| 劉兆銘        | 豪哥   | 影射吳錫豪                           | 黃子敬   |
| 鄭則仕        | 馬老大 | 影射馬惜如                           | 高翰文   |
| 陸劍明        | 細馬   | 影射馬惜珍                           |          |
| 蔡國慶        | 坤哥   | 影射吳振坤                           |          |
| 葉子楣        | 霞姐   | 角色參照《夜生活女王霞姐傳奇》       | 黃鳳英   |
| 黃智強        | 豬油仔 |                                      | 高翰文   |
| 陳治良        | 小飛俠 |                                      | 陳欣     |
| 尹相林        |        |                                      |          |
| 林華勳        |        |                                      |          |
| 梁錦燊        | 全叔   |                                      | 源家祥   |
| 苑瓊丹        |        |                                      |          |
| 林偉雄        | 堅叔   |                                      |          |

## 歌曲
| 曲別   | 歌名                                   | 演唱者 |
| ------ | -------------------------------------- | ------ |
| 主題曲 | 《我和我追逐的夢》、《從前我所緊抱的》 | 刘德华 |

## 外部連結
- 開眼電影網上《廟街十二少》的資料（繁體中文）
- 豆瓣电影上《廟街十二少》的資料 （简体中文）
- 时光网上《廟街十二少》的資料（简体中文）
- 爛番茄上《廟街十二少》的資料（英文）
- 香港影庫上《廟街十二少》的資料（繁體中文）
- 互联网电影数据库（IMDb）上《廟街十二少》的资料（英文）